# 34012 Prashaant
34012 Prashaant este o planetă minoră (asteroid), cu un diametru de 1,913 km, din centura de asteroizi. A fost descoperită pe 23 iulie 2000 la Experimental Test Site⁠(d) de Lincoln Near-Earth Asteroid Research. 
Obiectul prezintă o orbită caracterizată de o semiaxă mare de 2,3547013 UAi, o excentricitate de 0,12, o înclinație de 3,45041 ° în raport cu ecliptica.